# Luigi Morciano
Luigi Morciano (Anzio, 25 de febrero de 1994) es un piloto de motociclismo italiano y que compitió en el Campeonato del Mundo de Motociclismo entre 2009 y 2012.

## Biografía
Corrió en el Campeonato italiano de 125cc entre 2008 y 2010, y donde consiguió un tercer puesto en le general en 2009 com mejor clasificación. Al mismo tiempo,debuta en el Mundial en 2009, corriendo tres pruebas del calendario con una Aprilia RS 125 R sin obtener puntos. En 2010 corre dos Grandes Premios, sumando dos puntos en ella.
En 2011, se convierte en piloto regular de 125cc por el equipo Italia FMI junto a Alessandro Tonucci. Su mejor reusltado es un noveno puesto en el Gran Premio de la Comunidad Valenciana y termina la temporada en la posición 20.º de la general con 23 puntos. En 2012, ficha por el equipo Ioda Italia, corriendo en la nueva categoría de Moto3. No obtuvo puntos y no pudo participar en algunas carreras debido a una fractura del radio izquierdo por un accidente en los entrenamientos libres del Gran Premio de Aragón.
Desde 2015 hasta 2018, vuelve a un gran evento mundial. En esta ocasión, empezaría a correr algunas carreras del Campeonato Mundial de Supersport a bordo de una Honda CBR600RR del equipo Team Lorini.

## Resultados

### Campeonato del Mundo de Motociclismo
Sistema de puntuación de 1993 hasta 2022:
| Posición | 1.º | 2.º | 3.º | 4.º | 5.º | 6.º | 7.º | 8.º | 9.º | 10.º | 11.º | 12.º | 13.º | 14.º | 15.º |
| Puntos   | 25  | 20  | 16  | 13  | 11  | 10  | 9   | 8   | 7   | 6    | 5    | 4    | 3    | 2    | 1    |

#### Carreras por año
(Carreras en negrita indica pole position, carreras en cursiva indica vuelta rápida)
| Año  | Clase | Moto    | 1       | 2       | 3      | 4       | 5      | 6       | 7      | 8       | 9       | 10      | 11     | 12     | 13      | 14      | 15     | 16      | 17      | Pos. | Pts. |
| ---- | ----- | ------- | ------- | ------- | ------ | ------- | ------ | ------- | ------ | ------- | ------- | ------- | ------ | ------ | ------- | ------- | ------ | ------- | ------- | ---- | ---- |
| 2009 | 125cc | Aprilia | QAT -   | JPN -   | ESP -  | FRA -   | ITA 17 | CAT -   | NED -  | GER -   | GBR -   | CZE 22  | IND -  | RSM 19 | POR -   | AUS -   | MAL -  | VAL -   |         | 0    | -    |
| 2010 | 125cc | Aprilia | QAT -   | ESP -   | FRA -  | ITA Ret | GBR -  | NED -   | CAT -  | GER -   | CZE Ret | IND -   | RSM -  | ARA -  | JPN -   | MAL -   | AUS -  | POR 14  | VAL -   | 2    | 27.º |
| 2011 | 125cc | Aprilia | QAT 20  | ESP 20  | POR 21 | FRA 20  | CAT 18 | GBR DNS | NED 17 | ITA Ret | GER 19  | CZE 11  | IND 15 | RSM 14 | ARA 12  | JPN Ret | AUS 12 | MAL Ret | VAL 9   | 23   | 20.º |
| 2012 | Moto3 | Ioda    | QAT Ret | ESP Ret | POR 24 | FRA Ret | CAT 26 | GBR 25  | NED 28 | GER 22  | ITA 27  | IND Ret | CZE 27 | RSM 21 | ARA DNS | JPN -   | MAL -  | AUS -   | VAL Ret | 0    | -    |

### Campeonato Mundial de Supersport

#### Carreras por año
| Year | Bike     | 1     | 2     | 3      | 4      | 5     | 6     | 7      | 8      | 9     | 10    | 11    | 12    | Pos. | Pts. |
| ---- | -------- | ----- | ----- | ------ | ------ | ----- | ----- | ------ | ------ | ----- | ----- | ----- | ----- | ---- | ---- |
| 2015 | Honda    | AUS - | THA - | SPA 15 | NED 15 | ITA - | GBR - | POR -  | ITA -  | MAL - | SPA - | FRA - | QAT - | 2    | 33.º |
| 2016 | Kawasaki | AUS - | THA - | SPA -  | NED -  | ITA - | MAL - | GBR -  | ITA 13 | GER - | FRA - | SPA - | QAT - | 3    | 35.º |
| 2018 | Kawasaki | AUS - | THA - | SPA -  | NED -  | ITA - | GBR - | CZE 22 | ITA -  | POR - | FRA - | ARG - | QAT - | 0    | -    |